# Кремена (Хорватія)
42°58′ пн. ш. 17°30′ сх. д. / 42.96° пн. ш. 17.50° сх. д.
Кремена (хорв. Kremena) — населений пункт у Хорватії, у Дубровницько-Неретванській жупанії у складі громади Сливно.

## Населення
Населення за даними перепису 2011 року становило 56 осіб.
Динаміка чисельності населення поселення: